# Neoeburia turuna
Neoeburia turuna là một loài bọ cánh cứng trong họ Cerambycidae.